# سنن الدارمي
سنن الدَّارِمِي، هو كتاب في الحديث لمؤلفه الحافظ شيخ الإسلام بسمرقند أبو محمد عبد الله بن عبد الرحمن التميمي الدارمي السمرقندي (181هـ - 255هـ)، اشتهر بحفظ الحديث وتدوينه حتى قال عنه الخطيب البغدادي: «كان أحد الرحالين في الحديث، والموصوفين بحفظه وجمعه، والإتقان له، مع الثقة والصدق والورع والزهد، وكان يضرب به المثل في الديانة والحلم والرزانة».
رتبه المؤلف تحت عدد من الكتب، أدرج تحت كل كتاب عدد من الأبواب. وقد قدم بين يدي الكتاب الطهارة، فالصلاة، فالزكاة، فالصوم..إلخ، ثم ختم بكتاب فضائل القرآن.
اشتملت سنن الدَّارِمِي على أحاديث كثيرة عدها بعضهم (3455) نصًا مسندًا، في مختلف الأبواب الفقهية، وقد اعتمد فيه مصنفه الدَّارِمِي على طريقة الكتب والأبواب، وقد قدم بين يدي الكتاب بمقدمة احتوت على عدة أبواب في الشمائل النبوية، وفي اتباع السنة، وفي آداب الفتيا، وفي فضل العلم.
ثم شرع في الكتاب على الترتيب المعتاد مبتدأ بكتاب الطهارة، فالصلاة، فالزكاة، فالصوم، فالحج ثم ختم بكتاب فضائل القرآن.
والمؤلف يورد المرفوع والموقوف والمقطوع، والمتصل والمنقطع، والصحيح والضعيف، كل هذا يورده بسنده دون التعرض لنقد الأسانيد.
اشتهرت سنن الدَّارِمِي عند المحدثين بـ (المسند) على خلاف اصطلاحهم، قال السيوطي في التدريب: «ومسند الدَّارِمِي ليس بمسند، بل هو مرتب على الأبواب»، والمسند يكون مرتباً على أسماء الصحابة، فإطلاق المسند على سنن الدَّارِمِي فيه تجوز، والأولى أن يطلق عليه لفظ السنن، لأن السنن في الاصطلاح: الكتب المرتبة على الأبواب الفقهية من الإيمان والطهارة والصلاة والزكاة إلى آخرها.. وليس فيها شيء من الموقوف، لأن الموقوف لا يسمى في الاصطلاح سنة، بل يسمى حديثاً، قال ابن حجر: وأما كتاب (السنن)، المسمى: (بمسند الدَّارِمِي) فإنه ليس دون (السنن) في المرتبة، بل لو ضُم إلى الخمسة، لكان أولى من ابن ماجة، فإنه أمثل
منه بكثير.

## شيوخ الدَّارِمِي في السنن
وعدد المرويات في طبعة دار التأصيل هو (3530) وعدد الشيوخ (211).
| التسلسل | الشيخ                 | عدد مروياته |
| ------- | --------------------- | ----------- |
| 1       | محمد بن يوسف الفريابي | 269         |
| 2       | يزيد بن هارون         | 194         |
| 3       | الفضل بن دكين         | 186         |
| 4       | أبو الوليد الطيالسي   | 119         |
| 5       | الحجاج بن منهال       | 104         |

## طبعات الكتاب
لسنن الدَّارِمِي عدة طبعات أهمها:
1. طبعة على الحجر في كوانبور سنة 1293هـ، ثم في حيدر آباد سنة 1309هـ، ثم في دهلي 1337هـ على هامش المنتقى للمجد، وكلها بدون تحقيق.
2. طبعة بتحقيق محمد أحمد دهمان، صدرت عن دار إحياء السنة النبوية بالقاهرة، سنة 1346هـ.
3. طبعة بتخريج وتعليق وتحقيق عبد الله هاشم يماني المدني، صدرت عن دار إحياء السنة النبوية بالقاهرة، سنة 1404هـ، وهي مصورة عن طبعة صادرة بفيصل آباد.
4. طبعة بتحقيق فوّاز أحمد زمرلي، وخالد السبع، صدرت عن دار الكتاب العربي ببيروت، سنة 1407هـ.
5. طبعة بتحقيق وشرح وتعليق مصطفى ديب البغا، صدرت عن دار القلم بدمشق، سنة 1412هـ.
6. طبعة بتحقيق حسين سليم أسد الداراني، وصدر عن دار المغني بالرياض، ودار ابن حزم ببيروت، سنة 1421هـ